# Glasvegas
I Glasvegas sono un gruppo musicale rock scozzese proveniente da Glasgow.

## Storia del gruppo
I Glasvegas sono una indie-rock band di Glasgow, Scozia. La band è formata da James Allan (voce), Rab Allan (chitarra), Paul Donoghue (basso) e Jonna Löfgren (batteria). L'album di debutto Glasvegas, disco di platino, è stato pubblicato nel settembre del 2008 ed è stato accolto molto bene dalla critica e dal pubblico: è infatti entrato al 2º posto in classifica in Gran Bretagna. È stato nominato per il Mercury Music Prize nel settembre del 2009. L'album ha poi proseguito il successo di critica e commerciale in Nord America e Svezia (disco d'oro in quest'ultimo paese). Il primo dicembre 2008, a meno di 3 mesi dalla pubblicazione dell'album di debutto, la band ha messo sul mercato il mini album A Snowflake Fell (And It Felt Like A Kiss), un E.P. natalizio di 6 tracce registrato in Transylvania.
Il 4 aprile 2011 la band ha pubblicato il secondo album Euphoric Heartbreak, registrato in una casa sulla spiaggia di Santa Monica. L'album è entrato a nº 10 in Gran Bretagna e al nº 1 in Svezia. L'album ha diviso la critica e non ha raggiunto lo stesso successo commerciale del precedente, cosa che alcuni mesi più tardi ha portato la band alla separazione dalla loro etichetta major Sony. Lodati per il sound unico e il contenuto potente dei test, i Glasvegas hanno una fan base appassionata e fedele ovunque, e a oggi la band ha girato il mondo in tour già due volte.
Nel giugno 2013 la band annuncia di aver firmato un contratto con la BMG. La band pubblicherà il loro terzo album Later...When The TV Turns To Static a settembre 2013.

## Discografia

### Album in studio
- 2008 - Glasvegas
- 2011 - Euphoric Heartbreak
- 2013 - Later...When the TV Turns to Static
- 2021 - Godspeed

### EP
- 2008 - A Snowflake Fell (And It Felt Like a Kiss)

## Curiosità
- La canzone "The World Is Yours" è stata utilizzata come colonna sonora nel gioco FIFA 12.
- La canzone "It's My Own Cheating Heart That Makes Me Cry" è stata usata per il finale dell'episodio "Emily e Katie", nono e penultimo episodio della terza serie di Skins, non ancora trasmessa in Italia.
- Il singolo "Daddy's Gone" è stato usato nella terzultima puntata della seconda stagione del telefilm Chuck, durante la scena della cattura del padre di Chuck Bartowski e nel film Passione Sinistra .
- La canzone Flowers And Football Tops in memoria dell'omicidio di Kriss Donald dal punto di vista di suo padre.